# Internationale Cricket-Saison 1972/73
Die internationale Cricket-Saison 1972/73 fand zwischen November 1972 und März 1973 statt. Als Wintersaison wurden vorwiegend Heimspiele der Mannschaften aus Südasien, der Karibik und Ozeanien ausgetragen.

## Überblick

### Internationale Touren
| Beginn            | Heimteam    | Auswärtsteam | Resultate | Resultate | Artikel |
| Beginn            | Heimteam    | Auswärtsteam | Test      | ODI       | Artikel |
| ----------------- | ----------- | ------------ | --------- | --------- | ------- |
| 20. Dezember 1972 | Indien      | England      | 2–1 [5]   |           | Artikel |
| 22. Dezember 1972 | Australien  | Pakistan     | 3–0 [3]   |           | Artikel |
| 2. Februar 1973   | Neuseeland  | Pakistan     | 0–1 [3]   | 1–0 [1]   | Artikel |
| 16. Februar 1973  | West Indies | Australien   | 0–2 [5]   |           | Artikel |
| 2. März 1973      | Pakistan    | England      | 0–0 [3]   |           | Artikel |

## Nationale Meisterschaften
Aufgeführt sind die nationalen Meisterschaften der Full Member des ICC.
| Land                                | First-Class                 | List A                                               |
| ----------------------------------- | --------------------------- | ---------------------------------------------------- |
| Australien                          | Sheffield Shield 1972/73    | Coca-Cola Australasian Knock-out Competition 1972/73 |
| Indien                              | Ranji Trophy 1972/73        |                                                      |
| Duleep Trophy 1972/73               |                             |                                                      |
| Irani Trophy 1972/73                |                             |                                                      |
| Neuseeland                          | Plunket Shield 1972/73      | New Zealand Motor Corporation Knock-Out 1972/73      |
| Pakistan                            | Quaid-e-Azam Trophy 1972/73 |                                                      |
| BCCP Patron’s Trophy 1972/73        |                             |                                                      |
| Südafrika                           | Currie Cup 1972/73          | Gillette Cup 1972/73                                 |
| Dadabhay Trophy 1972/73             |                             |                                                      |
| SACBOC Representative Match 1972/73 |                             |                                                      |
| West Indies                         | Shell Shield 1972/73        | Banks Trophy 1972/73                                 |